# Regina Coeli

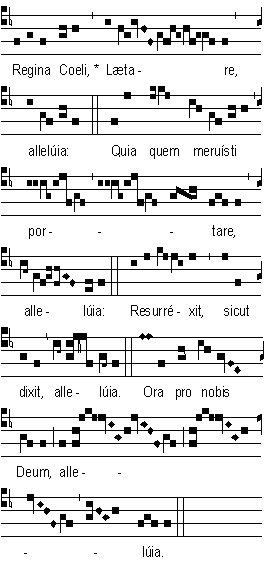
Regina coeli en notació gregoriana

El Regina Coeli o Regina Caeli (mots llatins que volen dir "Reina del Cel") és una oració mariana i cristològica de l'Església catòlica en honor de la Verge Maria, una composició litúrgica a manera de felicitació a Maria per la resurrecció del seu fill Jesucrist. L'oració substitueix el rés de l'Àngelus durant el temps pasqual. Litúrgicament està prescrita en el breviari romà des de les Completes del Dissabte Sant fins a l'hora nona del dissabte posterior a Pentecosta. Ha de ser cantada o resat en cor i dempeus.
Si bé aquesta oració és d'autor desconegut, la tradició l'atribueix a Sant Gregori el Gran, el qual hauria sentit els tres primers versos cantats per àngels mentre caminava descalç un matí en una processó a Roma, i als que va afegir la quarta línia. També ha estat atribuïda a Gregori V, encara que amb poc fonament. En tot cas, se la coneixia al segle xii i els frares menors ja la resaven després de l'ofici de Completes durant la primera meitat del segle xiii, li va permetre popularitzar-la i expandir-la per tot el món cristià.
L'himne encara és un dels més populars i resat pels catòlics -fins i tot fora del preceptiu temps pasqual- fins al dia d'avui. Ha estat igualment font d'inspiració per a compositors musicals polifònics i moderns. Mozart, per exemple, va compondre una peça amb el text del Regina coeli.

## Text
| Llatí | Català |
| --- | --- |
| V/Regina caeli, laetare, alleluia. R/Quia quem meruisti portare, alleluia. V/Resurrexit, sicut dixit, alleluia. R/Ora pro nobis Deum, alleluia. V/Gaude et laetare Virgo María, alleluia. R/Quia surrexit Dominus vere, alleluia. V/Oremus: Deus, qui per resurrectionem Filii tui, Domini nostri Iesu Christi, mundum laetificare dignatus es: praesta, quaesumus; ut, per eius Genetricem Virginem Mariam, perpetuae capiamus gaudia vitae. Per eundem Christum Dominum nostrum. Amen. | V/Reina del cel, alegreu-vos, al·leluia. R/Perquè aquell que meresquéreu portar, al·leluia. V/Ha ressuscitat tal com digué, al·leluia. R/Pregueu Déu per nosaltres, al·leluia. V/Alegreu-vos, Verge Maria, al·leluia. R/Realment el Senyor ha ressuscitat, al·leluia. V/Preguem: Oh Déu, vós ompliu el món d'alegria amb la resurrecció del vostre Fill, Jesucrist, nostre Senyor. Per la intercessió de la seva Mare, la Verge Maria, concediu-nos d'arribar al goig de la vida eterna. pel mateix Jesucrist Senyor nostre. Amén. |